# Caribattus inutilis
Caribattus inutilis är en spindelart som först beskrevs av George William Peckham och Elizabeth Maria Gifford Peckham 1901. Caribattus inutilis ingår i släktet Caribattus och familjen hoppspindlar. Inga underarter finns listade.